# Kobela
Kobela je městečko v estonském kraji Võrumaa, samosprávně patřící do obce Antsla. Městečko leží při silnici z Antsly do Valgy, přibližně 5 km západně od Antsly.